# 10e étape du Tour d'Italie 2013
La 10e étape du Tour d'Italie 2013 s'est déroulée le mardi 14 mai 2013 entre la ville de Cordenons et Altopiano del Montasio sur une distance de 168 km. Elle est courue le lendemain de la première journée de repos. Le Colombien Rigoberto Urán remporte cette première étape de haute-montagne du Giro 2013, 20 secondes devant son compatriote Carlos Betancur et 31 secondes de un petit groupe composé de favoris emmené par la maillot rose en personne, l'Italien Vincenzo Nibali. Beaucoup de changement au niveau du classement général puisque, parmi les coureurs figurant dans le top 10 de l'étape précédente, seuls Rigoberto Urán, Cadel Evans, Mauro Santambrogio et Domenico Pozzovivo terminent en avance ou dans les temps de son leader. Bradley Wiggins, Michele Scarponi et Robert Gesink ont perdu environ 50 secondes. Le grand perdant de cette journée est le Canadien Ryder Hesjedal qui termine à 20 minutes 53 secondes du vainqueur, dégringolant au classement général de la onzième à la trente-troisième place. La première place du classement du meilleur jeune est maintenant occupée par le Polonais Rafał Majka.
Mauro Santambrogio est disqualifié après un contrôle positif à l'EPO effectué au terme de la première étape. Il perd les résultats et classements de cette étape.

## Déroulement de la course
Après la longue échappée de Jackson Rodriguez et de Serge Pauwels, le colombien est sorti à 8 kilomètres du sommet. Après avoir obtenu jusqu'à 45 secondes d'avance, il s'est imposé avec 20 secondes d'avance sur son compatriote Carlos Betancur (AG2R La Mondiale), sorti dans le final. Le maillot rose Vincenzo Nibali a fini troisième à 31 secondes avec Mauro Santambrogio, Cadel Evans, Rafał Majka et Domenico Pozzovivo. Wiggins a été lâché à trois kilomètres de l'arrivée à cause des terribles pourcentages de la montée finale et a limité la casse en perdant que 37 secondes sur le petit groupe de Nibali. Autre victime du jour, Robert Gesink et Michele Scarponi ont également perdu du terrain.

## Résultats de l'étape

### Sprints
| 1. Sprint intermédiaire de Paularo (km 102,6) | 1. Sprint intermédiaire de Paularo (km 102,6) | 1. Sprint intermédiaire de Paularo (km 102,6) | 1. Sprint intermédiaire de Paularo (km 102,6) | 1. Sprint intermédiaire de Paularo (km 102,6) | 1. Sprint intermédiaire de Paularo (km 102,6) |
|                                               | Coureur                                       | Pays                                          | Équipe                                        |                                               | Point(s)                                      |
| --------------------------------------------- | --------------------------------------------- | --------------------------------------------- | --------------------------------------------- | --------------------------------------------- | --------------------------------------------- |
| 1er                                           | Elia Viviani                                  | Italie                                        | Cannondale                                    |                                               | 8                                             |
| 2e                                            | Pim Ligthart                                  | Pays-Bas                                      | Vacansoleil-DCM                               |                                               | 6                                             |
| 3e                                            | Daniele Bennati                               | Italie                                        | Saxo-Tinkoff                                  |                                               | 4                                             |
| 4e                                            | Tiago Machado                                 | Portugal                                      | RadioShack-Leopard                            |                                               | 3                                             |
| 5e                                            | Oscar Gatto                                   | Italie                                        | Vini Fantini-Selle Italia                     |                                               | 2                                             |
| 6e                                            | Yaroslav Popovych                             | Ukraine                                       | RadioShack-Leopard                            |                                               | 1                                             |
| modifier                                      |                                               |                                               |                                               |                                               |                                               |

| 2. Sprint intermédiaire de Sella Nevea (km 162,6) | 2. Sprint intermédiaire de Sella Nevea (km 162,6) | 2. Sprint intermédiaire de Sella Nevea (km 162,6) | 2. Sprint intermédiaire de Sella Nevea (km 162,6) | 2. Sprint intermédiaire de Sella Nevea (km 162,6) | 2. Sprint intermédiaire de Sella Nevea (km 162,6) |
|                                                   | Coureur                                           | Pays                                              | Équipe                                            |                                                   | Point(s)                                          |
| ------------------------------------------------- | ------------------------------------------------- | ------------------------------------------------- | ------------------------------------------------- | ------------------------------------------------- | ------------------------------------------------- |
| 1er                                               | Rigoberto Urán                                    | Colombie                                          | Sky                                               |                                                   | 8                                                 |
| 2e                                                | Vincenzo Nibali                                   | Italie                                            | Astana                                            |                                                   | 6                                                 |
| 3e                                                | Michele Scarponi                                  | Italie                                            | Lampre-Merida                                     |                                                   | 4                                                 |
| 4e                                                | Rafał Majka                                       | Pologne                                           | Saxo-Tinkoff                                      |                                                   | 3                                                 |
| 5e                                                | Przemysław Niemiec                                | Pologne                                           | Lampre-Merida                                     |                                                   | 2                                                 |
| 6e                                                | Mauro Santambrogio                                | Italie                                            | Vini Fantini-Selle Italia                         |                                                   | 1                                                 |
| modifier                                          |                                                   |                                                   |                                                   |                                                   |                                                   |

| Sprint final de Altopiano del Montasio (km 168) | Sprint final de Altopiano del Montasio (km 168) | Sprint final de Altopiano del Montasio (km 168) | Sprint final de Altopiano del Montasio (km 168) | Sprint final de Altopiano del Montasio (km 168) | Sprint final de Altopiano del Montasio (km 168) |
|                                                 | Coureur                                         | Pays                                            | Équipe                                          |                                                 | Point(s)                                        |
| ----------------------------------------------- | ----------------------------------------------- | ----------------------------------------------- | ----------------------------------------------- | ----------------------------------------------- | ----------------------------------------------- |
| 1er                                             | Rigoberto Urán                                  | Colombie                                        | Sky                                             |                                                 | 25                                              |
| 2e                                              | Carlos Betancur                                 | Colombie                                        | AG2R La Mondiale                                |                                                 | 20                                              |
| 3e                                              | Vincenzo Nibali                                 | Italie                                          | Astana                                          |                                                 | 16                                              |
| 4e                                              | Mauro Santambrogio                              | Italie                                          | Vini Fantini-Selle Italia                       |                                                 | 14                                              |
| 5e                                              | Cadel Evans                                     | Australie                                       | BMC Racing                                      |                                                 | 12                                              |
| 6e                                              | Rafał Majka                                     | Pologne                                         | Saxo-Tinkoff                                    |                                                 | 10                                              |
| 7e                                              | Domenico Pozzovivo                              | Italie                                          | AG2R La Mondiale                                |                                                 | 9                                               |
| 8e                                              | Robert Kišerlovski                              | Croatie                                         | RadioShack-Leopard                              |                                                 | 8                                               |
| 9e                                              | Beñat Intxausti                                 | Espagne                                         | Movistar                                        |                                                 | 7                                               |
| 10e                                             | Bradley Wiggins                                 | Grande-Bretagne                                 | Sky                                             |                                                 | 6                                               |
| 11e                                             | Przemysław Niemiec                              | Pologne                                         | Lampre-Merida                                   |                                                 | 5                                               |
| 12e                                             | Michele Scarponi                                | Italie                                          | Lampre-Merida                                   |                                                 | 4                                               |
| 13e                                             | Yury Trofimov                                   | Russie                                          | Katusha                                         |                                                 | 3                                               |
| 14e                                             | Robert Gesink                                   | Pays-Bas                                        | Blanco                                          |                                                 | 2                                               |
| 15e                                             | Franco Pellizotti                               | Italie                                          | Androni Giocattoli-Venezuela                    |                                                 | 1                                               |
| modifier                                        |                                                 |                                                 |                                                 |                                                 |                                                 |

### Cols
| 1. Passo Cason di Lanza, 1er catégorie (km 117,4) | 1. Passo Cason di Lanza, 1er catégorie (km 117,4) | 1. Passo Cason di Lanza, 1er catégorie (km 117,4) | 1. Passo Cason di Lanza, 1er catégorie (km 117,4) | 1. Passo Cason di Lanza, 1er catégorie (km 117,4) | 1. Passo Cason di Lanza, 1er catégorie (km 117,4) |
|                                                   | Coureur                                           | Pays                                              | Équipe                                            |                                                   | Point(s)                                          |
| ------------------------------------------------- | ------------------------------------------------- | ------------------------------------------------- | ------------------------------------------------- | ------------------------------------------------- | ------------------------------------------------- |
| 1er                                               | Jackson Rodríguez                                 | Venezuela                                         | Androni Giocattoli-Venezuela                      |                                                   | 15                                                |
| 2e                                                | Tiago Machado                                     | Portugal                                          | RadioShack-Leopard                                |                                                   | 9                                                 |
| 3e                                                | Serge Pauwels                                     | Belgique                                          | Omega Pharma-Quick Step                           |                                                   | 5                                                 |
| 4e                                                | Oscar Gatto                                       | Italie                                            | Vini Fantini-Selle Italia                         |                                                   | 3                                                 |
| 5e                                                | Maarten Tjallingii                                | Pays-Bas                                          | Blanco                                            |                                                   | 2                                                 |
| 6e                                                | Pavel Brutt                                       | Russie                                            | Katusha                                           |                                                   | 1                                                 |
| modifier                                          |                                                   |                                                   |                                                   |                                                   |                                                   |

| 2. Montée de Altopiano del Montasio, 1er catégorie (km 167) | 2. Montée de Altopiano del Montasio, 1er catégorie (km 167) | 2. Montée de Altopiano del Montasio, 1er catégorie (km 167) | 2. Montée de Altopiano del Montasio, 1er catégorie (km 167) | 2. Montée de Altopiano del Montasio, 1er catégorie (km 167) | 2. Montée de Altopiano del Montasio, 1er catégorie (km 167) |
|                                                             | Coureur                                                     | Pays                                                        | Équipe                                                      |                                                             | Point(s)                                                    |
| ----------------------------------------------------------- | ----------------------------------------------------------- | ----------------------------------------------------------- | ----------------------------------------------------------- | ----------------------------------------------------------- | ----------------------------------------------------------- |
| 1er                                                         | Rigoberto Urán                                              | Colombie                                                    | Sky                                                         |                                                             | 15                                                          |
| 2e                                                          | Carlos Betancur                                             | Colombie                                                    | AG2R La Mondiale                                            |                                                             | 9                                                           |
| 3e                                                          | Vincenzo Nibali                                             | Italie                                                      | Astana                                                      |                                                             | 5                                                           |
| 4e                                                          | Mauro Santambrogio                                          | Italie                                                      | Vini Fantini-Selle Italia                                   |                                                             | 3                                                           |
| 5e                                                          | Cadel Evans                                                 | Australie                                                   | BMC Racing                                                  |                                                             | 2                                                           |
| 6e                                                          | Rafał Majka                                                 | Pologne                                                     | Saxo-Tinkoff                                                |                                                             | 1                                                           |
| modifier                                                    |                                                             |                                                             |                                                             |                                                             |                                                             |

### Classement à l'arrivée
| Classement de l'étape | Classement de l'étape | Classement de l'étape | Classement de l'étape     | Classement de l'étape | Classement de l'étape |
|                       | Coureur               | Pays                  | Équipe                    |                       | Temps                 |
| --------------------- | --------------------- | --------------------- | ------------------------- | --------------------- | --------------------- |
| Vainqueur             | Rigoberto Urán        | Colombie              | Sky                       | en                    | 4 h 37 min 42 s       |
| 2e                    | Carlos Betancur       | Colombie              | AG2R La Mondiale          | +                     | 20 s                  |
| 3e                    | Vincenzo Nibali       | Italie                | Astana                    |                       | 31 s                  |
| 4e                    | Mauro Santambrogio    | Italie                | Vini Fantini-Selle Italia |                       | 31 s                  |
| 5e                    | Cadel Evans           | Australie             | BMC Racing                |                       | 31 s                  |
| 6e                    | Rafał Majka           | Pologne               | Saxo-Tinkoff              |                       | 31 s                  |
| 7e                    | Domenico Pozzovivo    | Italie                | AG2R La Mondiale          |                       | 31 s                  |
| 8e                    | Robert Kišerlovski    | Croatie               | RadioShack-Leopard        |                       | 47 s                  |
| 9e                    | Beñat Intxausti       | Espagne               | Movistar                  |                       | 1 min 6 s             |
| 10e                   | Bradley Wiggins       | Grande-Bretagne       | Sky                       |                       | 1 min 8 s             |
| modifier              |                       |                       |                           |                       |                       |

## Classements à l'issue de l'étape

### Classement général
| Classement général | Classement général | Classement général | Classement général        | Classement général | Classement général |
|                    | Coureur            | Pays               | Équipe                    |                    | Temps              |
| ------------------ | ------------------ | ------------------ | ------------------------- | ------------------ | ------------------ |
| 1er                | Vincenzo Nibali    | Italie             | Astana                    | en                 | 38 h 57 min 32 s   |
| 2e                 | Cadel Evans        | Australie          | BMC Racing                | +                  | 41 s               |
| 3e                 | Rigoberto Urán     | Colombie           | Sky                       |                    | 2 min 4 s          |
| 4e                 | Bradley Wiggins    | Grande-Bretagne    | Sky                       |                    | 2 min 5 s          |
| 5e                 | Robert Gesink      | Pays-Bas           | Blanco                    |                    | 2 min 12 s         |
| 6e                 | Michele Scarponi   | Italie             | Lampre-Merida             |                    | 2 min 13 s         |
| 7e                 | Mauro Santambrogio | Italie             | Vini Fantini-Selle Italia |                    | 2 min 55 s         |
| 8e                 | Przemysław Niemiec | Pologne            | Lampre-Merida             |                    | 3 min 35 s         |
| 9e                 | Domenico Pozzovivo | Italie             | AG2R La Mondiale          |                    | 4 min 17 s         |
| 10e                | Rafał Majka        | Pologne            | Saxo-Tinkoff              |                    | 4 min 21 s         |
| modifier           |                    |                    |                           |                    |                    |

### Classement par points
| Classement par points | Classement par points | Classement par points | Classement par points   | Classement par points | Classement par points |
|                       | Coureur               | Pays                  | Équipe                  |                       | Point(s)              |
| --------------------- | --------------------- | --------------------- | ----------------------- | --------------------- | --------------------- |
| 1er                   | Cadel Evans           | Australie             | BMC Racing              |                       | 73                    |
| 2e                    | Elia Viviani          | Italie                | Cannondale              |                       | 60                    |
| 3e                    | Mark Cavendish        | Grande-Bretagne       | Omega Pharma-Quick Step |                       | 58                    |
| modifier              |                       |                       |                         |                       |                       |

### Classement du meilleur grimpeur
| Classement du meilleur grimpeur | Classement du meilleur grimpeur | Classement du meilleur grimpeur | Classement du meilleur grimpeur | Classement du meilleur grimpeur | Classement du meilleur grimpeur |
|                                 | Coureur                         | Pays                            | Équipe                          |                                 | Point(s)                        |
| ------------------------------- | ------------------------------- | ------------------------------- | ------------------------------- | ------------------------------- | ------------------------------- |
| 1er                             | Stefano Pirazzi                 | Italie                          | Bardiani Valvole-CSF Inox       |                                 | 38                              |
| 2e                              | Robinson Chalapud               | Colombie                        | Colombia                        |                                 | 23                              |
| 3e                              | Jackson Rodríguez               | Venezuela                       | Androni Giocattoli-Venezuela    |                                 | 17                              |
| modifier                        |                                 |                                 |                                 |                                 |                                 |

### Classement du meilleur jeune
| Classement du meilleur jeune | Classement du meilleur jeune | Classement du meilleur jeune | Classement du meilleur jeune | Classement du meilleur jeune | Classement du meilleur jeune |
|                              | Coureur                      | Pays                         | Équipe                       |                              | Temps                        |
| ---------------------------- | ---------------------------- | ---------------------------- | ---------------------------- | ---------------------------- | ---------------------------- |
| 1er                          | Rafał Majka                  | Pologne                      | Saxo-Tinkoff                 | en                           | 39 h 1 min 53 s              |
| 2e                           | Carlos Betancur              | Colombie                     | AG2R La Mondiale             | +                            | 1 min 5 s                    |
| 3e                           | Wilco Kelderman              | Pays-Bas                     | Blanco                       |                              | 4 min 34 s                   |
| modifier                     |                              |                              |                              |                              |                              |

### Classements par équipes

#### Classement au temps
| Classement par équipes au temps | Classement par équipes au temps | Classement par équipes au temps | Classement par équipes au temps | Classement par équipes au temps |
|                                 | Équipes                         | Pays                            |                                 | Temps                           |
| ------------------------------- | ------------------------------- | ------------------------------- | ------------------------------- | ------------------------------- |
| 1re                             | Sky                             | Royaume-Uni                     | en                              | 116 h 17 min 4 s                |
| 2e                              | Blanco                          | Pays-Bas                        | +                               | 5 min 29 s                      |
| 3e                              | Astana                          | Kazakhstan                      |                                 | 9 min 53 s                      |
| modifier                        |                                 |                                 |                                 |                                 |

#### Classement aux points
| Classement par équipes aux points | Classement par équipes aux points | Classement par équipes aux points | Classement par équipes aux points | Classement par équipes aux points |
|                                   | Équipes                           | Pays                              |                                   | Point(s)                          |
| --------------------------------- | --------------------------------- | --------------------------------- | --------------------------------- | --------------------------------- |
| 1re                               | Sky                               | Royaume-Uni                       |                                   | 160                               |
| 2e                                | BMC Racing                        | États-Unis                        |                                   | 148                               |
| 3e                                | Katusha                           | Russie                            |                                   | 140                               |
| modifier                          |                                   |                                   |                                   |                                   |

## Abandons
- John Degenkolb (Argos-Shimano) : non-partant
- Ángel Vicioso (Katusha) : non-partant
- Carlos Quintero (Colombia) : abandon
- Fabio Taborre (Vini Fantini-Selle Italia) : abandon